# 高加索德意志人

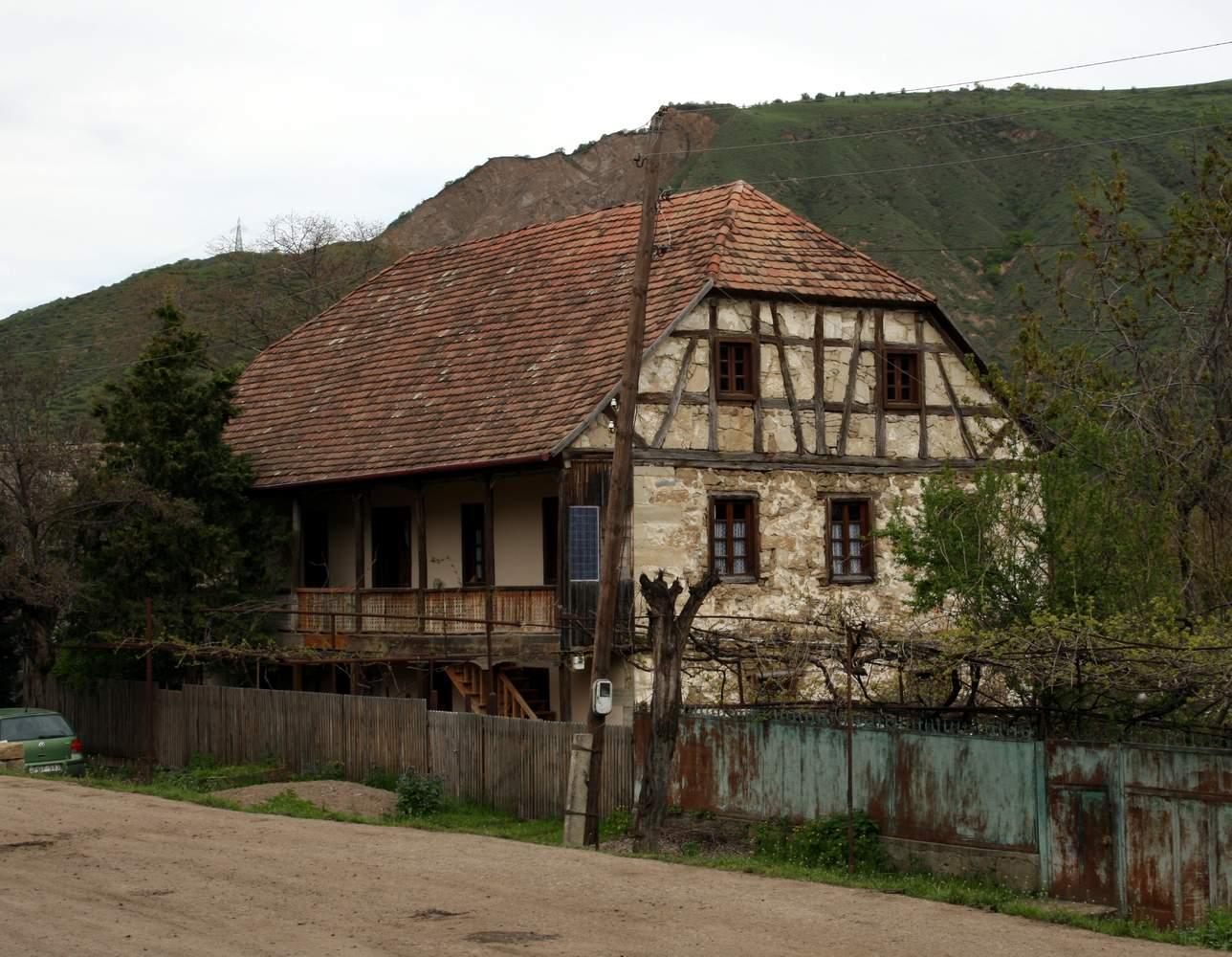
格魯吉亞伊納格提（ენაგეთი）的德國人遺留建築，典型的德式半木板房

高加索德意志人（德語：Kaukasiendeutsche）是俄羅斯和蘇聯的德裔少數民族。他們主要在19世紀上半葉遷移到高加索地區，並在北高加索、格魯吉亞、阿塞拜疆、亞美尼亞和卡爾斯地區（今土耳其東北部）定居。1941年，在約瑟夫·斯大林在蘇聯的人口轉移期間，他們中的大多數被驅逐到中亞和西伯利亞。在斯大林于1953年去世和赫魯曉夫解凍開始後，高加索地區的德國人被允許返回，但是很少有人這樣做。他們中的許多人在當地被同化。儘管今天的社區已經是過去的一小部分，但許多德國建築和教堂仍然存在，其中一些變成了博物館。